# Haria
Haria es el séptimo álbum de estudio de la banda española de rock, Berri Txarrak.

## Lista de canciones
| N.º   | Título         | Duración |  |
| 1.    | «Sugea Suge»   | 3:16     |  |
| 2.    | «Albo-Kalteak» | 3:22     |  |
| 3.    | «Haria»        | 3:20     |  |
| 4.    | «Guda»         | 2:11     |  |
| 5.    | «Lepokoak»     | 3:15     |  |
| 6.    | «Iraila»       | 4:16     |  |
| 7.    | «Harra»        | 4:37     |  |
| 8.    | «Makuluak»     | 3:49     |  |
| 9.    | «Faq»          | 3:33     |  |
| 10.   | «Non Bestela»  | 4:26     |  |
| 11.   | «Soilik Agur»  | 3:56     |  |
| 12.   | «Lehortzen»    | 5:23     |  |
| 45:24 |                |          |  |

- Datos: Q5892315